# (34868) 2001 TB136
2001 TB136 (asteroide 34868) é um asteroide da cintura principal. Possui uma excentricidade de 0.06405580 e uma inclinação de 9.08141º.
Este asteroide foi descoberto no dia 13 de outubro de 2001 por NEAT em Palomar.